# Frontó d'Èmesa
Frontó (grec antic: Φρόντων, llatí: Fronto) va ser un mestre i orador de l'antiga Grècia natural d'Èmesa que va ensenyar retòrica a Atenes i va escriure diversos discursos en el regnant d'Alexandre Sever. Va ser rival d'Àpsines i mestre de Cassi Longí. Es conserven dos epigrames a l'Antologia grega relatius a la gramàtica.